# Davy Spillane
Davy Spillane (* 6. ledna 1959 Dublin) je irský hudebník, hráč na irské loketní dudy. Na dudy začal hrát ve svých dvanácti letech a brzy poté začal veřejně vystupovat. V roce 1981 spoluzaložil skupinu Moving Hearts, která svou činnost ukončila roku 1985, ale později byla několikrát obnovena. Po jejím rozpadu se Spillane vydal na sólovou dráhu a roku 1987 vydal své debutové album Atlantic Bridge; vedle jiných se na něm podíleli například Albert Lee a Béla Fleck. V roce 1996 spolupracoval s kytaristou Mikem Oldfieldem na jeho albu Voyager; později hrál také na jeho albu Man on the Rocks.

## Sólová diskografie
- Atlantic Bridge (1987)
- Shadow Hunter (1990)
- Pipedreams (1991)
- A Place Among the Stones (1994)
- The Sea of Dreams (1998)
- Forgotten Days (2001)
- Deep Blue Sea (2004)